# Celina González
Celina González Zamora, née le 16 mars 1929 à Jovellanos et décédée le 4 février 2015 à La Havane, est une chanteuse et compositrice cubaine.